# Youssouf Raza Gilani
Youssouf Raza Gilani, Youssaf Raza Gilani ou Youssuf Raza Gilani parfois écrit Gillani (en ourdou : یوسف رضا گیلانی), né le 9 juin 1952 à Karachi, est un homme d'État pakistanais. Il est Premier ministre du 25 mars 2008 au 19 juin 2012.
Il rejoint le Parti du peuple pakistanais en 1988 et sert en tant que ministre sous le gouvernement de Benazir Bhutto jusqu'en 1990. Il a été président de l'Assemblée nationale de 1993 à 1997 sous le second gouvernement de Benazir Bhutto. Condamné pour corruption, il passe cinq années en prison de 2001 à 2006.
Il devient Premier ministre le 25 mars 2008 à la suite des élections législatives de 2008. Après la réforme constitutionnelle d'avril 2010, il devient le premier détenteur du pouvoir exécutif devant le président. Il doit faire face aux difficultés économiques et financières de son pays ainsi qu'à l'insurrection talibane qui prend de l'ampleur dans le Nord-Ouest du pays. Il est destitué de ses fonctions par la Cour suprême le 19 juin 2012 à cause de son refus répété de demander la relance d'une enquête en Suisse pour détournement de fonds concernant le président Asif Ali Zardari.
En mars 2021, il est élu sénateur pour un mandat de six ans avec l'appui du Mouvement démocratique pakistanais.

## Famille et étude
Youssouf Raza Gilani est issu d'une famille politique influente de la ville de Multan. Il est membre de l'ethnie saraiki, minoritaire au Pakistan (environ 10 %) et présente dans le sud de la province du Pendjab. Gilani est le premier membre de cette ethnie à occuper le poste de Premier ministre.
Il est marié et a eu une fille et quatre garçons, dont des triplés. Son plus vieil enfant, Abdul Qadir Gilani, a commencé sa carrière politique à Multan, et a eu un fils avec la petite-fille de Pir Pagara Mardan Shah II. Le 19 juillet 2012, il se présente dans la circonscription de son père, qui a été disqualifié par la Cour suprême un mois auparavant. Il remporte de peu l'élection face à un candidat indépendant soutenu par plusieurs partis d'opposition.
Parmi les trois triplés de Gilani, deux font leurs études à Londres et le dernier fait ses études à l'université d'économie de Lahore. Sa fille est mariée à un homme influent de Multan.
Gilani a obtenu une licence et une maitrise en journaliste de l'université du Pendjab en 1976. Il avait terminé ses études secondaires en 1970.

## Carrière politique

### Régime de Zia
Après avoir rejoint la Ligue musulmane du Pakistan, il a été ministre durant le régime de Muhammad Zia-ul-Haq. Il a été ministre du Logement d'avril 1985 à janvier 1986, puis ministre des chemins de fer de janvier 1986 à décembre 1986. Après la mort de Zia en 1988, il rejoint le parti du peuple pakistanais.

### Député national de Multan

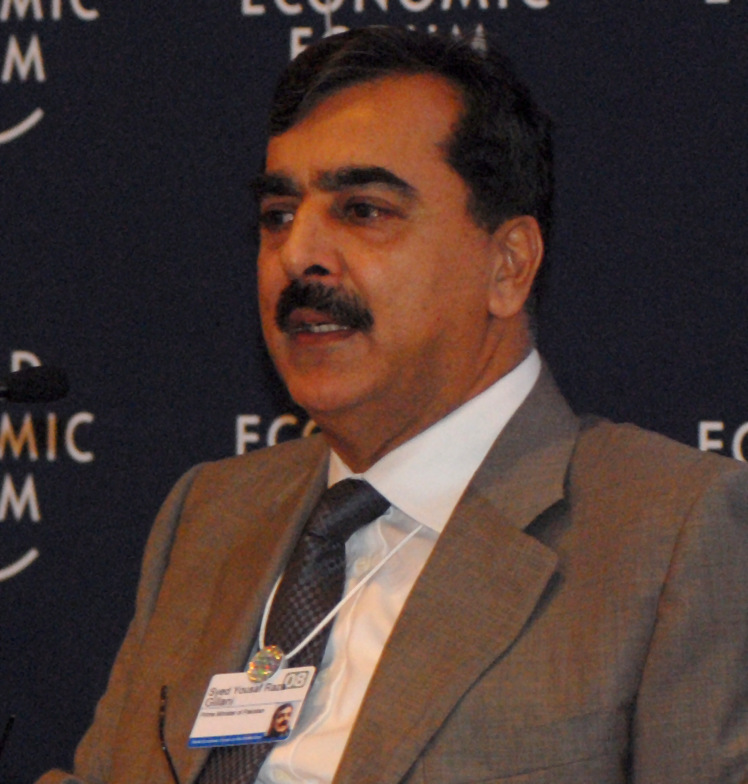
Gilani au Forum économique mondial, le 19 mai 2008.

Gilani a été plusieurs fois élu député à l'Assemblée nationale dans une circonscription de Multan : élu durant les élections de 1988, de 1990 et de 1993. Il perd le scrutin durant les élections de 1997 et n'a pas pu participer à celles de 2002 puisqu'il était en prison. Durant les élections législatives de 2008, il gagne le scrutin en réunissant 54 % des voix contre cinq autres candidats, dont le candidat de la Ligue musulmane du Pakistan (Q), Sikander Hayat Bosan (32 % des voix).

### Gouvernement Bhutto
Après les élections législatives de 1988 il devient ministre de la Santé, puis du Logement dans le premier gouvernement de Benazir Bhutto de 1988 à 1990.
De 1993 à 1996, lors du second gouvernement de Benazir Bhutto, il est élu président de l'Assemblée nationale.

### Accusations de corruption
Après l'arrivée au pouvoir du général Pervez Musharraf en 1999, dans le cadre de l'opération anticorruption visant les élites politiques, il est accusé d'avoir accordé des emplois publics à 350 personnes sans avoir respecté les procédures administratives, il fut aussi accusé d'un usage abusif des voitures et de téléphones de fonction. Condamné, il passe cinq années en prison où il se liera d'amitié avec Asif Ali Zardari, le mari de Benazir Bhutto emprisonné pour huit ans.

### Premier ministre

#### Élections et formation d'un gouvernement de coalition (2008)

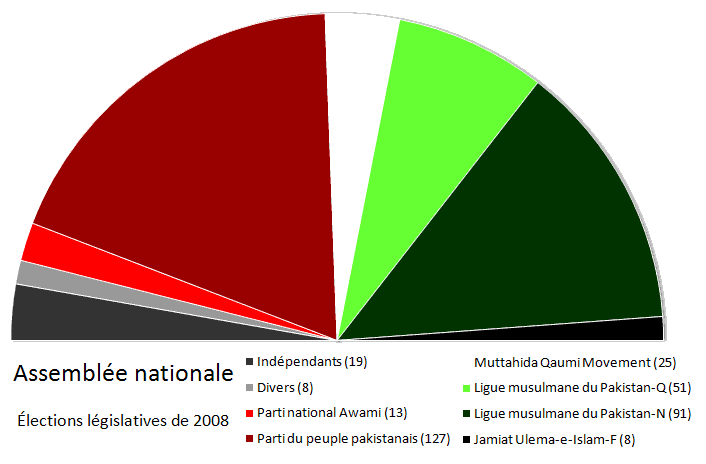
Composition de l'Assemblée nationale en janvier 2011.

Lors des élections législatives de 2008, le Parti du peuple pakistanais remporte les élections mais sans obtenir de majorité absolue. Le 24 mars 2008, Youssouf Raza Gilani est largement élu Premier ministre par l'Assemblée nationale avec 264 voix, désigné candidat à ce poste le 22 mars 2008 par le Parti du peuple pakistanais (PPP), parti de la défunte Benazir Bhutto. Il était à la tête d'un gouvernement reposant sur une coalition qui réunissait alors le Parti du peuple pakistanais, la Ligue musulmane du Pakistan (N), deux partis régionaux, le parti national Awami, et le Mouvement Muttahida Qaumi, le parti religieux Jamiat Ulema-e-Islam ainsi que divers petits partis et des députés indépendants. Elle représentait au total 270 des 342 députés de l'Assemblée nationale.
Son mandat était pressenti pour être bref, le temps qu'Asif Ali Zardari soit élu député et donc éligible au poste de Premier ministre.
Depuis, la Ligue musulmane du Pakistan (N) de Nawaz Sharif a quitté la coalition en août 2008, puis le Jamiat Ulema-e-Islam la quitte deux ans et demi plus tard, en décembre 2010. La coalition représentait alors 184 sièges à l'Assemblée nationale. Le 1er mai 2011, la Ligue musulmane du Pakistan (Q) (principal rival du PPP en 2008) intègre le gouvernement de coalition et la coalition représente donc désormais 235 sièges à l'Assemblée nationale pour une majorité absolue de 172.
À la tête du gouvernement fédéral, Gilani dit vouloir mener une politique de réconciliation nationale en réunissant dans une large coalition des partis politiques qui ont connu des conflits. Ainsi, le MQM a été en conflit avec le pouvoir et l'armée durant les années 1990, ainsi qu'avec le PPP. Le parti national Awami (ANP) a également été en conflit avec le pouvoir dans les années 1970 où il avait été accusé de séparatisme pro-pachtoune. Il est également encore régulièrement en conflit avec le MQM.
Gilani est un proche du président Asif Ali Zardari et c'est ainsi qu'il a pu être candidat au poste de Premier ministre alors que Zardari prenait la direction du Parti du peuple pakistanais après la mort de sa femme Benazir Bhutto. Cependant, alors que la popularité de Zardari est très faible au Pakistan, celle de Gilani est bien meilleure. Dans un sondage de juillet 2010, Zardari obtient 20 % d'opinion favorable contre 59 % pour Gilani. Mais selon une étude en juin 2011, sa popularité chute à 37 % contre 11 % pour le président.

#### Crises et instabilité

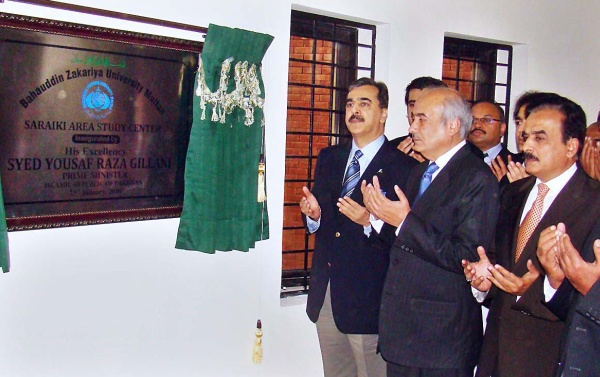
Youssouf Raza Gilani inaugure un centre d'étude saraiki en 2009, ethnie dont il est membre.

Le 3 septembre 2008, il échappe à une tentative d'assassinat quand son cortège automobile est mitraillé par un homme près de Rawalpindi. Deux balles auraient touché la voiture blindée du Premier ministre.
En août 2008, son gouvernement perd sa nette majorité de coalition au Parlement après le départ de la Ligue musulmane de Nawaz Sharif. Ce dernier voulait protester contre la décision unilatérale du PPP de nommer Asif Ali Zardari candidat à la présidentielle.
En mars 2009, Gilani serait celui qui a convaincu le président Zardari d'avoir rétabli dans ses fonctions le président de la Cour suprême Iftikhar Muhammad Chaudhry, qui était soutenu par Nawaz Sharif, chef de l'opposition et par le mouvement des avocats. Les tensions étaient alors fortes entre le gouvernement et l'opposition, et la décision de Zardari finit par mettre fin à une crise politique. Le 16 décembre 2009, la Cour suprême annule l'ordonnance nationale de réconciliation qui prévoyait une amnistie pour de nombreux hommes politiques, notamment pour des accusations de corruption contre le président.
Pour maintenir son gouvernement en fonction, Gilani doit prendre en compte deux éléments : il doit d'abord veiller à calmer les tensions politiques puisque son parti ne possède pas de majorité absolue à l'Assemblée nationale, assemblée devant laquelle il est responsable. D'autre part, il doit veiller à avoir de bonnes relations avec les militaires, qui ont mené quatre coups d'État dans le pays depuis son indépendance. Des membres de l'opposition ont appelés à des élections anticipées, mais sans tenter de renverser le gouvernement par un vote à l'Assemblée nationale. Gilani a pour sa part promis que le gouvernement et les députés termineront leur mandat, lequel se termine en mars 2013.

#### Politique économique

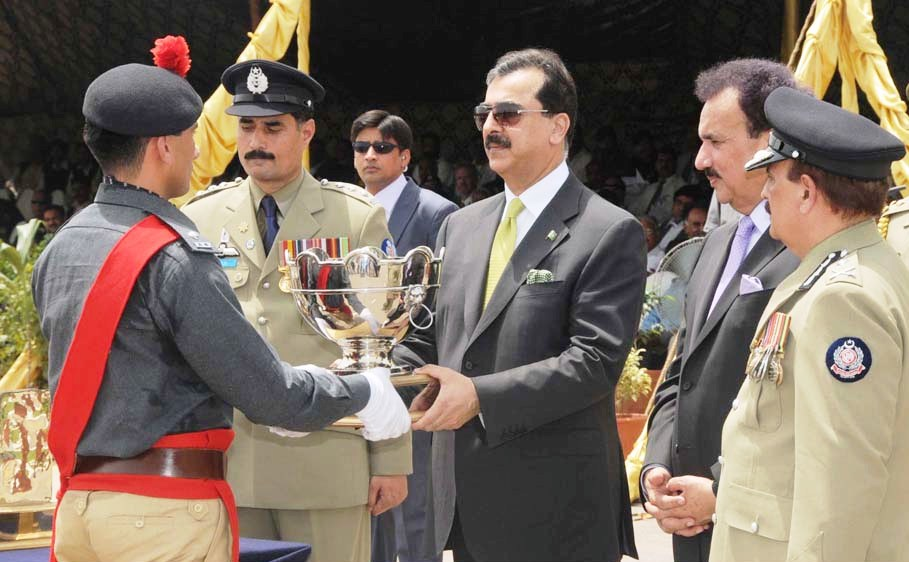
Gilani remet une décoration, en juillet 2010.

Gilani doit également faire face à la crise énergétique que traverse le pays et qui sape son économie. Il convoque une conférence nationale, annonce des mesures d'urgences visant à réduire les coupures d'électricité et à privilégier l'apport en énergie pour les entreprises. Il cherche également un soutien de la part des pays alliés du Pakistan, notamment la Chine et les États-Unis, dans le but d'augmenter les investissements dans ce domaine. Son gouvernement promet de doubler la capacité énergétique du pays d'ici à 2020.
En juin 2010, son gouvernement présente le budget fédéral et les budgets provinciaux pour l'année 2010-2011 devant les institutions concernées (au Pakistan, l'année fiscale s'étend du 1er juillet au 30 juin). Il se trouve alors critiqué par l'opposition et aussi des membres de sa coalition. Le budget prévoit notamment une hausse de 17 % du budget de la défense.

#### Politique envers le terrorisme
Concernant la politique militaire et de lutte contre les insurgés islamistes, Gilani est limité par la volonté de l'armée, très influente dans le pays, et notamment de son chef, le général Ashfaq Kayani, souvent considéré comme l'homme le plus puissant du pays. Gilani soutient l'élargissement des offensives de l'armée contre les mouvements islamistes anti-gouvernementaux et appelle régulièrement à l'union du pays contre le terrorisme. Depuis son entrée en fonction, l'armée a lancé trois offensives majeures dans le Nord-Ouest du pays. En revanche, son gouvernement refuse toujours pour l'instant de mener une opération dans le Waziristan du Nord malgré les pressions américaines.

#### Relations internationales

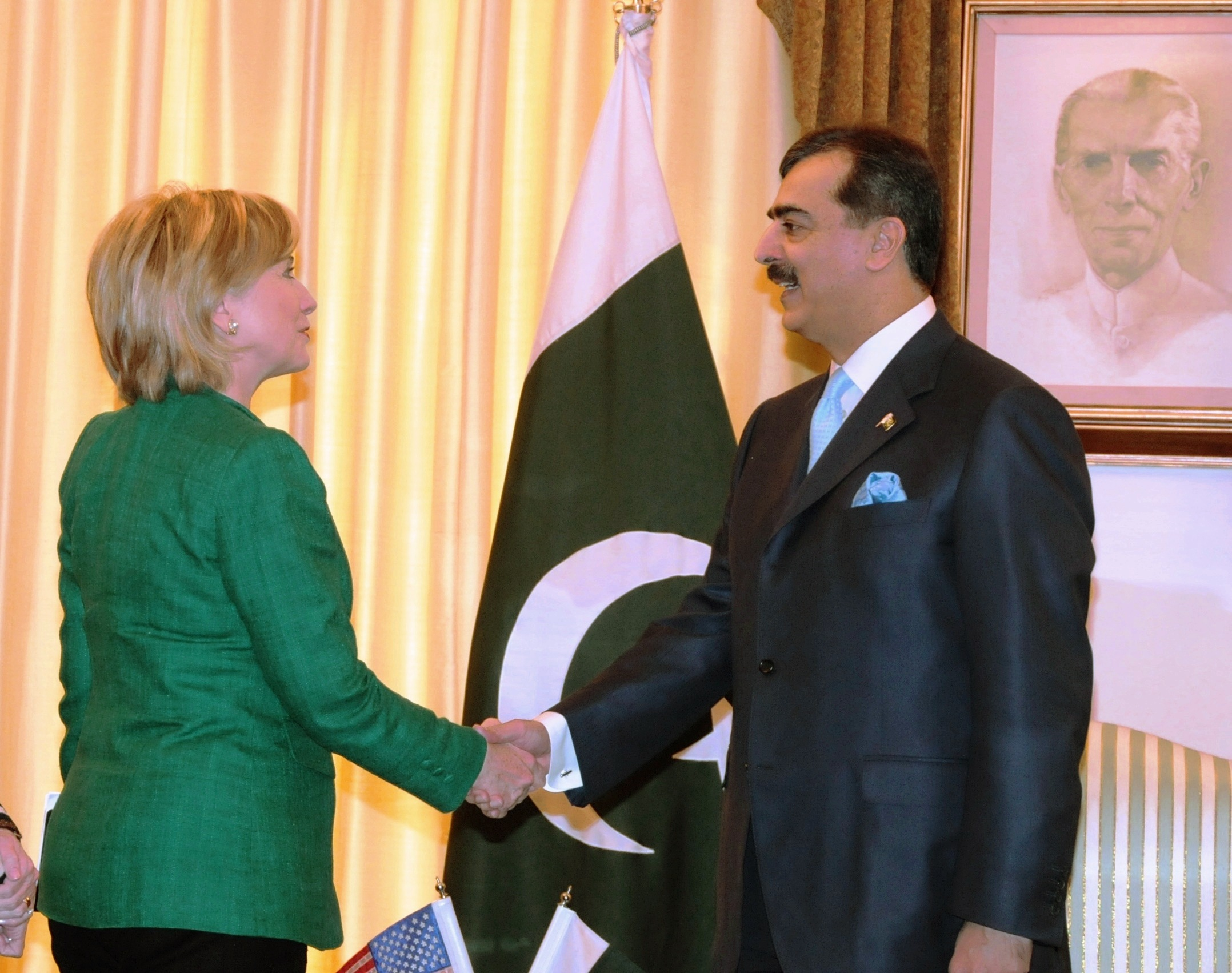
Youssouf Raza Gilani et Hillary Clinton le 28 octobre 2009 à Islamabad.

Début juin 2010, il rencontre à Bruxelles le secrétaire général de l'OTAN, Anders Fogh Rasmussen. Il déclare notamment : « le Pakistan est déterminé à combattre l'extrémisme et le terrorisme, la défaite n'est pas une option pour nous ». Interrogé à l'antenne d'euronews, il dit aussi « le Pakistan ne combat pas les talibans pour l'Afghanistan, mais pour sa propre sécurité ». Le Premier ministre obtient aussi le début d'un dialogue stratégique entre le Pakistan et l'Union européenne ayant pour but notamment d'augmenter les échanges commerciaux bilatéraux.

#### Réforme constitutionnelle (2010)
Une réforme constitutionnelle votée en avril 2010 par le Parlement transfère la plupart des pouvoirs du président vers le Premier ministre et le Parlement : ainsi Gilani est désormais le véritable détenteur du pouvoir exécutif. Après le vote du Sénat le 15 avril, Youssouf Raza Gilani déclare : « Nous devons à présent démontrer à la nation que nous sommes capables de résoudre les problèmes auxquels nous sommes confrontés et ceux auxquels les futures générations devront faire face ».
Après cette réforme, qui entre en vigueur le 19 avril avec la signature du président Zardari, Gilani doit faire pleinement face aux difficultés auxquelles son pays est confronté, puisqu'il est désormais l'homme le plus puissant de l'exécutif, devant le président. Ce dernier aurait longtemps été réticent avant de donner son accord à la réforme, qui était soutenue par l'ensemble de la classe politique.

#### Fragilisation puis consolidation de la coalition (2011)
Le 13 décembre 2010, le parti religieux Jamiat Ulema-e-Islam quitte la coalition. Le gouvernement conserve cependant sa majorité à l'Assemblée nationale avec 184 sièges pour une majorité absolue de 172. Mais le 2 janvier 2011, après des mois de tensions, le Mouvement Muttahida Qaumi (MQM) et ses 25 députés quittent la coalition, plaçant le gouvernement en minorité à la chambre basse. Le MQM invoque alors la hausse des prix des carburants décidée par le gouvernement. Dans les jours qui suivent, le gouvernement annule sa décision concernant le carburant, et le MQM rejoint de nouveau la coalition après que le Premier ministre s'est déplacé à Karachi pour rencontrer les dirigeants du MQM dans leur quartier général. Le Premier ministre a été acclamé par la foule des militants du MQM et sa voiture recouverte de pétales de roses. Deux jours plus tard, le 9 janvier 2011, le Premier ministre accepte les dix points d'un agenda de réforme proposés par Nawaz Sharif. Ces deux éléments sont à la fois perçus comme un espoir de stabilisation mais aussi comme un signe de faiblesse du gouvernement.
Le 1er mai 2011, le gouvernement consolide sa majorité au Parlement à la suite d'un accord de coalition avec la Ligue musulmane du Pakistan (Q), troisième plus important parti de l'Assemblée nationale.

#### Affaire du mémorandum (2011-2012)

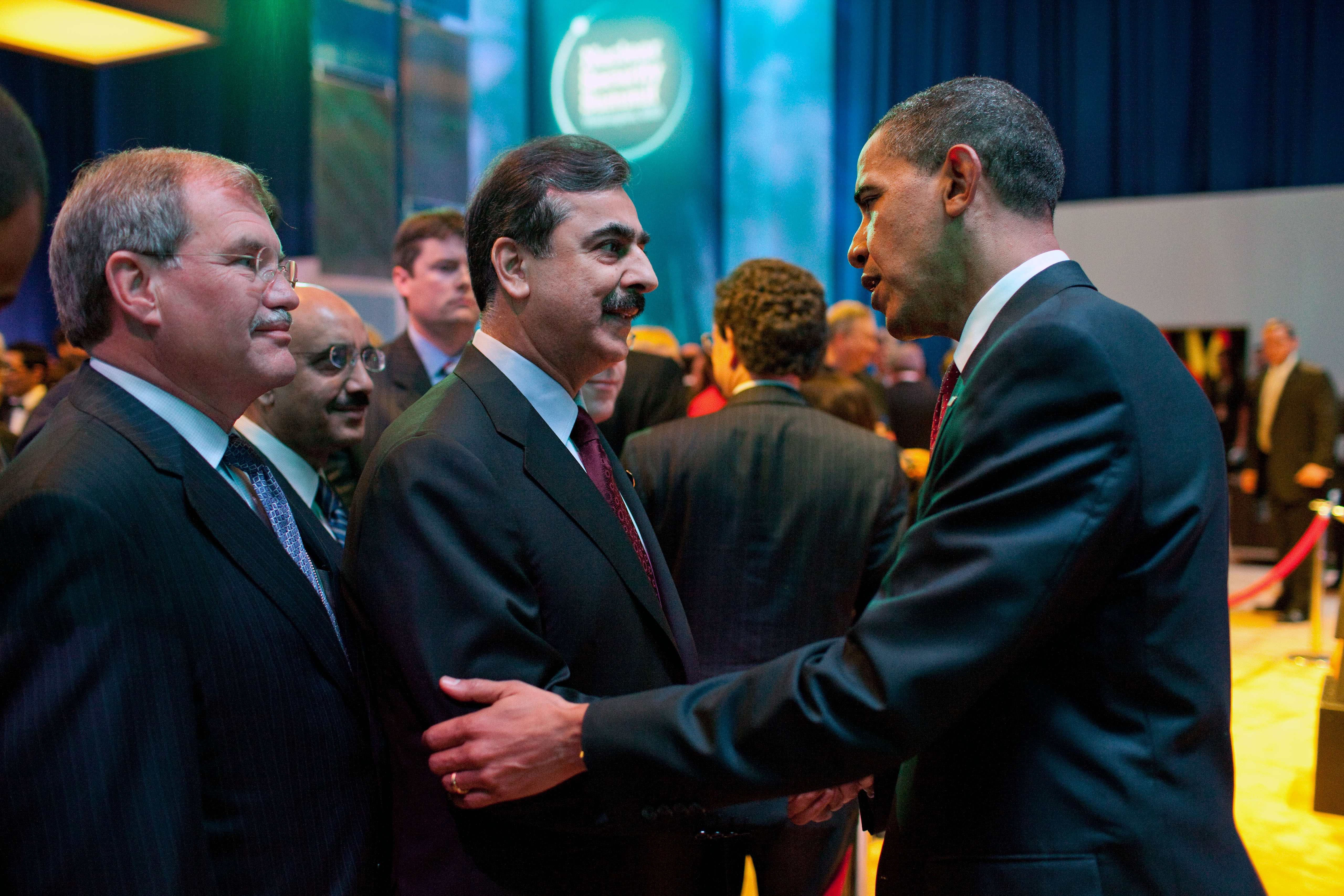
Gilani rencontre le président américain Barack Obama, le 13 avril 2010.

Le gouvernement de Gilani est déstabilisé par l'affaire du « memogate » alors que le gouvernement civil, et plus particulièrement le président Asif Ali Zardari sont accusés d'avoir cherché le soutien des États-Unis pour prévenir un coup d'État militaire après la mort d'Oussama ben Laden en échange d'un changement de politique sécuritaire qui inclurait le départ des dirigeants de l'armée.
Le 22 décembre, le Premier ministre Youssouf Raza Gilani prononce devant le Parlement un discours qualifié par certains d'exceptionnel et d'inhabituellement virulent envers l'armée. Gilani exprime des craintes de « complot », craignant un coup d'État militaire contre le gouvernement civil. Il critique l'armée en se posant la question de la présence d'Oussama ben Laden à Abbottabad, et critique son pouvoir et disant « un État dans l'État ne doit pas être accepté ». Il dit aussi « nous devons nous débarrasser de cet esclavagisme », de même que « si nous restons subordonné à ce système, alors il n'y a pas besoin de Parlement ». Le journal pakistanais The Express Tribune écrit notamment « Dans un discours des plus audacieux qu'on ait entendus de la bouche d'un Premier ministre en exercice, Youssouf Raza Gilani s'est livré le jeudi 22 décembre à une série d'accusations contre le pouvoir absolu des militaires à la tête du pays ». En réponse, le chef de l'armée Ashfaq Kayani nie tout coup d'État et affirme que l'armée soutient le processus démocratique.

#### Conflit avec la justice et démise (2012)
Le 13 février 2012, le Premier ministre Youssouf Raza Gilani est inculpé pour outrage à la justice par la Cour suprême pour refus de demander la relance de la procédure judiciaire en Suisse contre le président Asif Ali Zardari pour détournements de fonds présumés, dans le cadre de sa décision sur l'ordonnance nationale de réconciliation. Gilani s'est toujours défendu en répliquant que l’immunité du président de la République l’empêchait de relancer l'enquête. Il a pourtant accepté de comparaitre devant la Cour, et le 12 février, il prévient qu'en cas d'inculpation, il perdra automatiquement son poste de Premier ministre. Malgré son inculpation, il continue de rester en poste et reçoit notamment le soutien de ses partenaires de coalitions au Parlement.

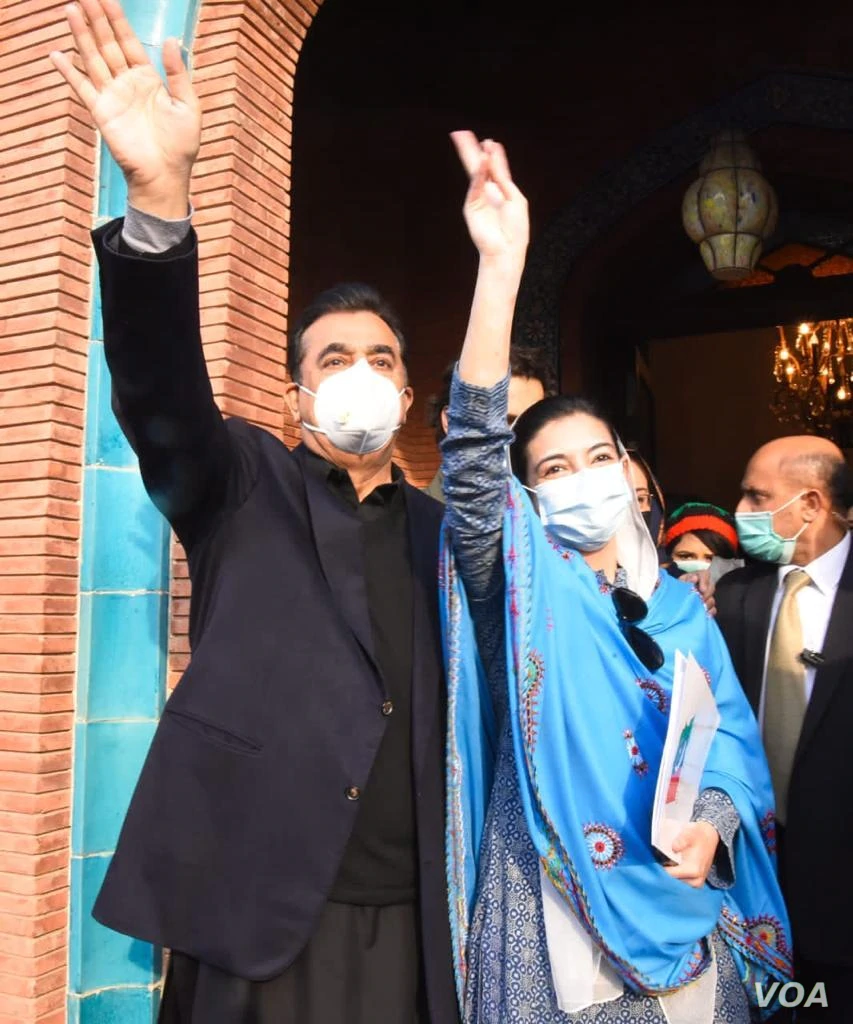
Gilani et Asifa Bhutto lors du meeting du Mouvement démocratique pakistanais à Multan, novembre 2020.

Le 26 avril, il est reconnu coupable d'outrage à la justice par la Cour suprême mais n'est condamné qu'à une peine symbolique, alors que la Cour aurait pu prononcer une peine maximale de six mois de prison. Les deux principales figures de l'opposition, Nawaz Sharif et Imran Khan, appellent à la démission du Premier ministre et à des élections anticipées.
Le 19 juin 2012, Gilani est finalement jugé inapte par la Cour suprême après de nouvelles injonctions adressées par la justice et est donc destitué de ses fonctions et perd son siège de député à l'Assemblée nationale, et donc automatiquement son poste de Premier ministre. Le président et les partenaires de coalition acceptent le verdict et Gilani ne fait pas appel. L'Assemblée nationale élit Raja Pervez Ashraf comme son successeur le 22 juin.

### Après sa gouvernance
Après sa démise, son siège à l'Assemblée nationale devient vacant et c'est son fils Ali Musa Gilani qui y est élu lors d'une élection partielle. Il perd toutefois son siège lors des élections législatives de 2013 alors que son père est interdit de se présenter,. Lors des législatives de 2018, Raza Gilani est battu par un candidat du Mouvement du Pakistan pour la justice dans la cinquième circonscription de Multan, ne réunissant que 30,8 % des voix.
Lors des élections sénatoriales de 2021, il remporte un siège représentant le territoire fédéral d'Islamabad, élu par l'Assemblée nationale avec 169 voix contre 164 pour Abdul Hafeez Shaikh et cinq votes nuls. Soutenu par le Mouvement démocratique pakistanais, son succès reste une surprise alors que le candidat de la coalition au pouvoir disposait d'une majorité absolue à l'Assemblée nationale. Le gouvernement conteste donc sa victoire en dénonçant des achats de voix. Une vidéo ayant fuité sur internet montre notamment son fils Ali Haider Gilani expliquer à des élus comment rendre leur vote invalide. Candidat commun de l'opposition à la présidence du Sénat, Gilani est finalement battu par le président sortant Sadiq Sanjrani par 42 voix contre 48 et alors que sept voix en sa faveur sont invalidées pour mauvais positionnement de tampon.
Il redevient député après les élections législatives pakistanaises de 2024.